# Wiktoria Wierzba
Wiktoria Wierzba (ur. 19 grudnia 1999) – polska zawodniczka pięcioboju nowoczesnego.

## Kariera sportowa
Na arenie międzynarodowej zadebiutowała w lipcu 2015 roku na mistrzostwach Europy juniorów młodszych w Caldas da Rainha. W 2017 zadebiutowała w zawodach Pucharu Świata w Drzonkowie. W 2018 uczestniczyła w młodzieżowych mistrzostwach świata w Kladnie, a także mistrzostwach Europy U24. Rok później ponownie zakwalifikowała się do kadry Polski na mistrzostwa świata oraz Europy w swojej kategorii wiekowej.
W 2019 roku odniosła największy sukces na arenie krajowej – wywalczyła brązowy medal mistrzostw Polski seniorów. Następnego dnia podczas zmagań sztafet mieszanych doznała kontuzji podczas upadku z konia, co wykluczyło ją ze startów w mistrzostwach Europy U24 i na początku sezonu 2020.
Jej młodsza siostra, Michalina, również trenuje pięciobój nowoczesny.